# Dawnette Douglas
Dawnette Douglas, född 21 juli 1971, är en friidrottare från Bermuda. Hon deltog vid olympiska sommarspelen 1992.